# Psilotris batrachodes
Psilotris batrachodes és una espècie de peix de la família dels gòbids i de l'ordre dels perciformes.

## Morfologia
- Els mascles poden assolir 1,9 cm de longitud total i les femelles 1,6.[4][5]

## Hàbitat
És un peix marí, de clima tropical i associat als esculls de corall.

## Distribució geogràfica
Es troba a l'Atlàntic occidental: les Bahames, Cuba i Belize.

## Observacions
És inofensiu per als humans.